# Lorrenzo Manzin
Lorrenzo Manzin (Saint-Denis, 26 luglio 1994) è un ciclista su strada francese che corre per il team TotalEnergies; è professionista dal 2015.

## Palmarès

### Strada
- 2012 (CC Castelbriantais)

3ª tappa Tour de La Réunion
- 2013 (UC Nantes Atlantique)

6ª tappa Tour de La Réunion (cronometro)
Classifica generale Tour de La Réunion
Grand Prix de Cherves
- 2014 (UC Nantes Atlantique)

Boucles Catalanes
2ª tappa Boucle de l'Artois (Hesdin > Fruges)
3ª tappa Tour d'Eure-et-Loir (Toury > Chartres)
2ª tappa La SportBreizh (Dirinon > Saint-Michel de Brasparts)
- 2015 (FDJ, una vittoria)

La Roue Tourangelle
- 2018 (Vital Concept, una vittoria)

4ª tappa Tour du Limousin (Bellac > Limoges)
- 2019 (Vital Concept, quattro vittorie)

4ª tappa La Tropicale Amissa Bongo (Mitzic > Oyem)
7ª tappa La Tropicale Amissa Bongo (Nkok > Libreville)
Classifica generale Tour de Bretagne
Grand Prix de la Somme
- 2020 (Total Direct Énergie, una vittoria)

7ª tappa La Tropicale Amissa Bongo (Nkok > Libreville)
- 2021 (Total Direct Énergie/TotalEnergies, una vittoria)

Clàssica Comunitat Valenciana 1969 - Gran Premio Valencia
- 2022 (TotalEnergies, una vittoria)

5ª tappa Tour du Poitou-Charentes (Mansle > Poitiers)

#### Altri successi
- 2012 (CC Castelbriantais)

Classifica a punti Trofeo Karlsberg
- 2013 (UC Nantes Atlantique)

Prologo Tour de La Réunion (cronosquadre)
- 2019 (Vital Concept)

Classifica a punti Tour de Bretagne

## Piazzamenti

### Classiche monumento
- Milano-Sanremo

2021: 155º
- Parigi-Roubaix

2024: ritirato

### Grandi Giri
- Vuelta a España

2015: ritirato (10ª tappa)
2016: 149º
2017: 155º
2020: 132º

### Competizioni europee
- Campionati europei

Goes 2012 - In linea Juniores: 13º